# Samantha Marshall
Samantha Isabel Marshall (ur. 12 sierpnia 1992) – australijska pływaczka, specjalizująca się głównie w stylu klasycznym.
Wicemistrzyni świata na krótkim basenie ze Stambułu (2012) w sztafecie 4 x 100 m stylem zmiennym. Srebrna medalistka igrzysk Wspólnoty Brytyjskiej na 100 m żabką. Dwukrotna medalistka mistrzostw świata juniorów.